# Aracatu
Aracatu es un municipio brasileño del estado de Bahía, a una distancia de 618 kilómetros de la capital. Su población estimada en 2022 era de  13.936 habitantes, según la IBGE.

## Historia
Aracatu tuvo su origen en la  hacienda San Pedro, propiedad del coronel Salustiano Rodrigues de Souza Machado, de la tradicional familia de los Machado, razón por la cual la hacienda San Pedro pasó a llamarse  Gameleira de los Machados , Gameleira por haber gran cantidad de este frondoso árbol, y Machado en homenaje a su primer dueño. 
En 1933 el poblado fue elevado a la categoría de distrito, y su topónimo fue substituido por el de Aracatu. 
Por la ley estatal n.º 1708, del 12 de julio de 1962, fue elevado a la categoría de municipio y separado del municipio de Brumado.

## Geografía

### Municipios limítrofes
- Norte: Brumado
- Sur: Maetinga
- Este: Tanhaçu y Caetanos
- Oeste: Brumado